# Шорт-трек на зимових Азійських іграх 1996
Змагання з шорт-треку на зимових Азійських Іграх 1996 проводилися в Харбіні (Китай). Загалом було проведено 10 змагань — по п'ять для чоловіків та жінок. 

## Медалісти
Чоловіки
| Дисципліна       | Золото                                                          | Срібло                     | Бронза                      |
| ---------------- | --------------------------------------------------------------- | -------------------------- | --------------------------- |
| 500 м            | Лі Цзяцзюнь Китай                                               | Кім Дон Сон Південна Корея | Чжан Хонбо Китай            |
| 1000 м           | Чхе Джі Хун Південна Корея                                      | Сон Че Кун Південна Корея  | Кім Дон Сон Південна Корея  |
| 1500 м           | Лі Цзяцзюнь Китай                                               | Чхе Джі Хун Південна Корея | Лі Чжун Хван Південна Корея |
| 3000 м           | Чхе Джі Хун Південна Корея                                      | Кім Дон Сон Південна Корея | Сон Че Кун Південна Корея   |
| 5000 м, естафета | Південна Корея Чхе Джі Хун Кім Дон Сон Кім Сун Тхе Лі Чжун Хван | Японія                     | Китай                       |

Жінки
| Дисципліна       | Золото                                          | Срібло                                                    | Бронза                     |
| ---------------- | ----------------------------------------------- | --------------------------------------------------------- | -------------------------- |
| 500 м            | Ван Чвунлу Китай                                | Сун Дандан Китай                                          | Ян Ян (S) Китай            |
| 1000 м           | Чон Лі Кьон Південна Корея                      | Вон Х'є Гьон Південна Корея                               | Ікуе Тешігавара Японія     |
| 1500 м           | Ян Ян (С) Китай                                 | Чон Лі Кьон Південна Корея                                | Кім Юн Мі Південна Корея   |
| 3000 м           | Кім Юн Мі Південна Корея                        | Вон Хє Кьон Південна Корея                                | Чон Лі Кьон Південна Корея |
| 3000 м, естафета | Китай Сун Дандан Ван Чвунлу Ян Ян (A) Ян Ян (S) | Південна Корея Ан Сан Мі Кім Со Хі Кім Юн Мі Вон Х'є Гьон | Японія                     |

## Таблиця медалей
| Місце | Країна         | Золото | Срібло | Бронза | Загалом |
| ----- | -------------- | ------ | ------ | ------ | ------- |
| 1     | Південна Корея | 5      | 8      | 5      | 18      |
| 2     | Китай          | 5      | 1      | 3      | 9       |
| 3     | Японія         | 0      | 1      | 2      | 3       |
| Разом | Разом          | 10     | 10     | 10     | 30      |

## Результати

### Чоловіки

#### 500 м
| Місце | Атлет                      | Час   |
| ----- | -------------------------- | ----- |
| 1     | Лі Цзяцзюнь Китай          | 43.87 |
| 2     | Кім Дон Сон Південна Корея | 44.61 |
| 3     | Чжан Хонбо Китай           | 44.69 |

#### 1000 м
| Місце | Атлет                      | Час     |
| ----- | -------------------------- | ------- |
| 1     | Чхе Чі Хун Південна Корея  | 1:32.89 |
| 2     | Сон Че Кун Південна Корея  | 1:33.16 |
| 3     | Кім Дон Сон Південна Корея | 1:33.17 |

#### 1500 м
| Місце | Атлет                       | Час     |
| ----- | --------------------------- | ------- |
| 1     | Лі Цзяцзюнь Китай           | 2:30.32 |
| 2     | Чхе Чі Хун Південна Корея   | 2:30.50 |
| 3     | Лі Чжун Хван Південна Корея | 2:30.55 |

#### 3000 м
| Місце | Атлет                      | Час     |
| ----- | -------------------------- | ------- |
| 1     | Чхе Чі Хун Південна Корея  | 4:57.03 |
| 2     | Кім Дон Сон Південна Корея | 4:58.61 |
| 3     | Сон Че Кун Південна Корея  | 5:06.07 |

#### 5000м, естафета
| Місце | Атлет                                                          | Час     |
| ----- | -------------------------------------------------------------- | ------- |
| 1     | Південна Корея Чхе Чі Хун Кім Дон Сон Кім Сун Тхе Лі Чжун Хван | 7:10.83 |
| 2     | Японія                                                         | 7:11.43 |
| 3     | Китай                                                          | 7:23.74 |

### Жінки

#### 500 м
| Місце | Атлет            | Час   |
| ----- | ---------------- | ----- |
| 1     | Ван Чвунлу Китай | 46.55 |
| 2     | Сун Дандан Китай | 46.67 |
| 3     | Ян Ян (В) Китай  | 47.14 |

#### 1000 м
| Місце | Атлет                      | Час     |
| ----- | -------------------------- | ------- |
| 1     | Чон Лі Кьон Південна Корея | 1:38.19 |
| 2     | Вон Хє Кьон Південна Корея | 1:38.60 |
| 3     | Ікуе Тешігавара Японія     | 1:38.63 |

#### 1500 м
| Місце | Атлет                      | Час     |
| ----- | -------------------------- | ------- |
| 1     | Янг Янг (А) Китай          | 2:28.93 |
| 2     | Чон Лі Кьон Південна Корея | 2:28.95 |
| 3     | Кім Юн Мі Південна Корея   | 2:29.02 |

#### 3000 м
| Місце | Атлет                      | Час     |
| ----- | -------------------------- | ------- |
| 1     | Кім Юн Мі Південна Корея   | 5:09.75 |
| 2     | Вон Хє Кьон Південна Корея | 5:11.97 |
| 3     | Чон Лі Кьон Південна Корея | 5:12.70 |

#### 3000м, естафета
| Місце | Атлет                                                     | Час     |
| ----- | --------------------------------------------------------- | ------- |
| 1     | Китай Сун Дандан Ванг Чвунлу Ян Ян (С) Ян Ян (В)          | 4:23.13 |
| 2     | Південна Корея Ан Сан Мі Кім Со Хий Кім Юн Мі Вон Хє Кьон | 4:24.62 |
| 3     | Японія                                                    | 4:33.91 |